# Крюк Юрій Якович
Юрій Якович Крюк (7 жовтня 1944 — 7 лютого 2019) — український науковець, доктор медичних наук (1995), професор (2000).

## Життєпис
Народився у місті Самбір Львівської області.
У 1961 році вступив до Донецького медичного інституту й у 1967 році закінчив Дніпропетровський медичний інститут. Працював лікарем.
Від 1971 року — на науковій і викладацькій роботі в Донецькому медичному інституті. Від 1996 року — завідувач кафедрою патологічної фізіології цього ж вишу.
Вивчав функціональні зміни гіпоталамо-гіпофізарно-надниркової системи при екстремальних станах, питання лікування вибухової шахтної травми.
Після проголошення у 2014 році «Донецької народної республіки» залишився на підконтрольній сепаратистам території, продовжуючи обіймати попередню посаду в Донецькому національному медичному університеті імені М. Горького.
Помер внаслідок серцевого нападу під час перетину лінії розмежування на підконтрольному угрупованню «ДНР» пункті пропуску «Олександрівка».

## Основні праці
- Состояние центральной гемодинамики и гематоэнцефалического барьера под влиянием преимущественного действия ударной волны при взрывной шахтной травме // Запорож. мед. журн. 2005. № 3.
- Застосування кальцитоніну для корекції розладів, викликаних глюкокортикоїдним остеопорозом, черепно-мозковою травмою та їх поєднанням в експерименті // Заг. патологія та патол. фізіологія. 2009. Т. 4, № 2.
- Особенности проявления оксидативного стресса при гипотиреозе разной степени тяжести в эксперименте // Патологія. 2011. Т. 8, № 2 (усі — співавт.).